# Carrington (Dakota Północna)
Carrington – miasto w Stanach Zjednoczonych, w stanie Dakota Północna, stolica hrabstwa Foster. W 2008 liczyło 2 194 mieszkańców.